# ピンタ号

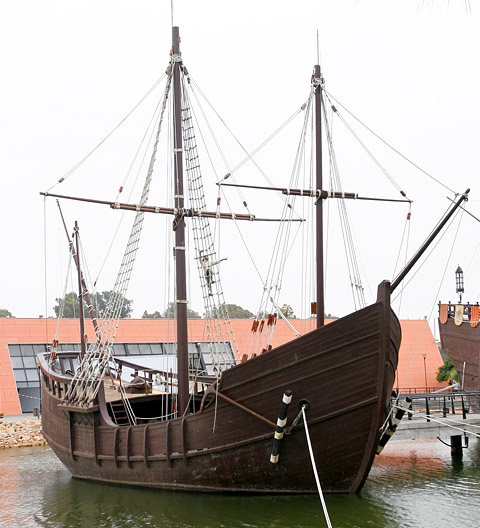
ピンタ号の復元船

ピンタ号（La Pinta ラ・ピンタ）は、クリストファー・コロンブスが新大陸に向けての最初の航海の時に率いた3隻の船団の1隻である。

## 概要
横帆を帆装に持つキャラベル船（キャラベル・レドンダ）で、排水量はおよそ80トン程度であったと考えられている。名はスペイン語で「ほくろ」を意味する。三本マストで船首のバウスプリットにスプリットセイルを持っていた説もある。武装は自衛用の旋回砲数門程度だと思われるが、明らかにはされていない。
コロンブスの航海に参加した他の2隻は、ナオ船のサンタ・マリア号と、ピンタ号と同じキャラベル船だが、やや小さかったラティーナ（縦帆）型のニーニャ号（排水量60トン）であり、ピンタ号はニーニャ号とともにスペインへの帰還を果たした。
コロンブスはカスティーリャのイサベル女王から資金提供を得たが、それだけでは航海の資金をまかなうのに全く充分でなかったため、3隻の船、船員と追加の資金を調達するまでの過程においても苦労があった。ピンタ号はクリストバール・キンテーロという人物の船で、船長は、この航海におけるコロンブスへの主要な協力者であるピンソン3兄弟の長兄であるマルティン・アロンソ・ピンソンが務め、次兄のフランシスコ・マルティン・ピンソンが航海士を務めた。
1492年8月3日に南スペインのパロス港（パロス・デ・ラ・フロンテーラ）を出港し、9月6日にはカナリア諸島に寄港し、大西洋の横断を開始した。同年の10月12日の夜明けに、後にバハマと呼ばれることとなる域内にて、この船の船員によってそれまでのヨーロッパ人にとっては未知の島が発見され、この島はコロンブスによってサン・サルバドル島と名付けられた。その後、船長であるマルティン・アロンソ・ピンソンの独断により、一時的に他の2隻と離れて別行動を取るが、明けて1493年の1月にはコロンブスと合流し（この時点でコロンブスはサンタ・マリア号を失っていた）、間もなくニーニャ号とともにスペインへの帰途に着き、3月15日にパロス港に帰着した。
ニーニャ号と違い、その後の消息は不明である。往路での舵が外れる事件（コロンブスはこれは事故ではなく、人為的なサボタージュと見做していた）や無断で船団から離れたことなどにより、コロンブスはピンタ号の乗組員に不信感を持っていたとされる。

## ピンタ号の復元
1992年のクリストファー・コロンブスによるアメリカ大陸到達500周年にあわせて、コロンブスの船団を成した船として、サンタ・マリア号、ニーニャ号とともに、ピンタ号も復元された。この復元計画は1986年に開始され、復元された船体は1992年にスペインで開催されたセビリア万博において展示された。
また1892年のアメリカ大陸到達400周年にあわせても、サンタ・マリア号、ニーニャ号とともに、ピンタ号も復元されてアメリカ合衆国のシカゴで開催された　シカゴ万国博覧会 (1893年)において展示されている。